# Randy Samuel
Randolph FitzGerald "Randy" Samuel (Point Fortin, 23 december 1963) is een op Trinidad geboren Canadees voormalig voetballer die als verdediger speelde.

## Clubcarrière
Samuel kwam in 1985 naar PSV waarmee hij tweemaal de Eredivisie won maar niet mee doorbrak. Dat deed hij wel bij FC Volendam en Fortuna Sittard. In het seizoen 1995/96 speelde hij in Engeland voor Port Vale FC waarna hij via een Noorse club en op lager niveau spelende Noord-Amerikaanse teams zijn loopbaan besloot.

## Interlandcarrière
Voor het Canadees voetbalelftal kwam Samuel 82 keer in actie en hij won met het team de North American Nations Cup in 1990 en de CONCACAF Championship in 1985. Ook nam hij deel aan het toernooi om het wereldkampioenschap voetbal 1986 en de CONCACAF Gold Cup in 1991 en 1993.